# Нарсе (Кавказька Албанія)
Нарсе (*д/н —740) — верховний князь (шар) Кавказької Албанії у 711—740 роках.

## Життєпис
Походив з династії Міхранідів. Син Вардана II, верховного князя Кавказької Албанії. У 711 році після загибелі батька стає новим правителем. Визнав зверхність Арабського халіфату. Намагався протистояти ісламізації, що посилилася у 720- ті роки. В боротьбі проти арабів намагався спиратися на Хозарський каганат. Також підтримував таємні стосунки з візантійською імперією. Але протягом 710-20-х років фактично втратив владу, контролював лише дідичину — область Гардман.
У 730 році з вторгнення до Албанії хозарського війська перейшов на його бік. В подальшому брав участь у битві при Ардебілі. Завдяки цьому повернув собі владу над Кавказькою Албанією під зверхність хозарського кагану. Сприяв відродженю православної церкви.
Але у 736 році до Албанії вдерися арабські війська на чолі із Марваном, я кий повністю підкорив державу, розташувавши в Дербенті залогу. Нарсе фактично втратив усі володіння, окрім Гардмана. Але знову розпочав боротьбу в союзі з горцями Дагестану, аланами і хозарами. Йомвірно під час неї помер або загинув 740 року. Йому спадкував син Гагік II.